# West Texas A&M Buffaloes
Los West Texas A&M Buffaloes, comúnmente conocido como WTAMU Buffaloes o WT Buffaloes, y anteriormente West Texas State Buffaloes y WTSU Buffaloes (Búfalos de la Estatal del Oeste de Texas), es el equipo deportivo que representa a la Universidad Occidental de Texas A&M ubicada en Canyon, Texas en la NCAA Division II. Conocidos como Buffs en masculino y Lady Buffs en femenino, participan en un total de 14 deportes y en todos ellos participan en la Lone Star Conference.
Fueron miembros de la Border Intercollegiate Athletic Association de 1941 a 1961. Su sección de fútbol americano ganó el título de conferencia en 1950. Los Buffs formaron parte de la Missouri Valley Conference de 1972 a 1985.

## Secciones Activas

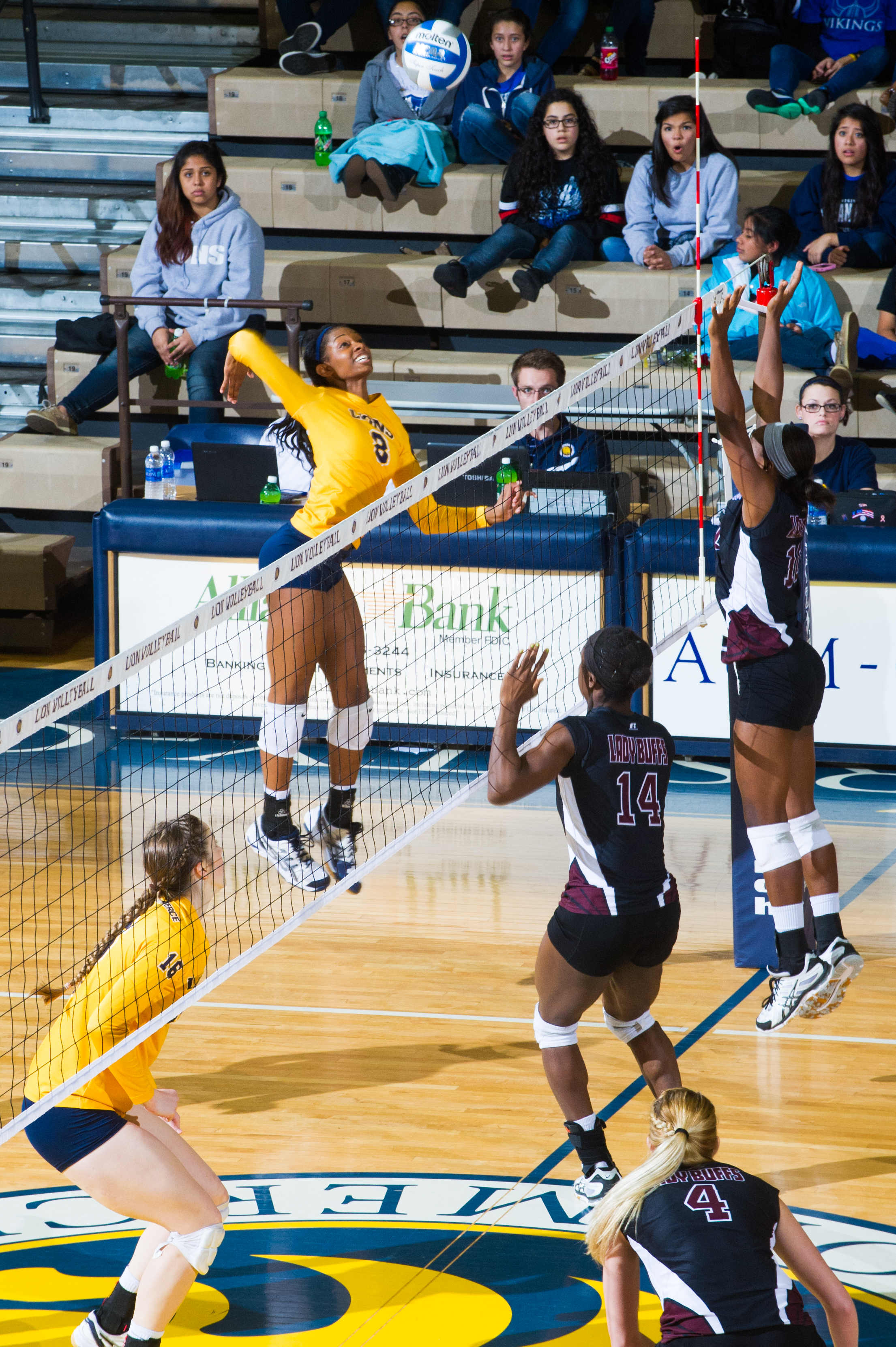
El equipo de baloncesto de las Lady Buffs contra Texas A&M–Commerce en 2014

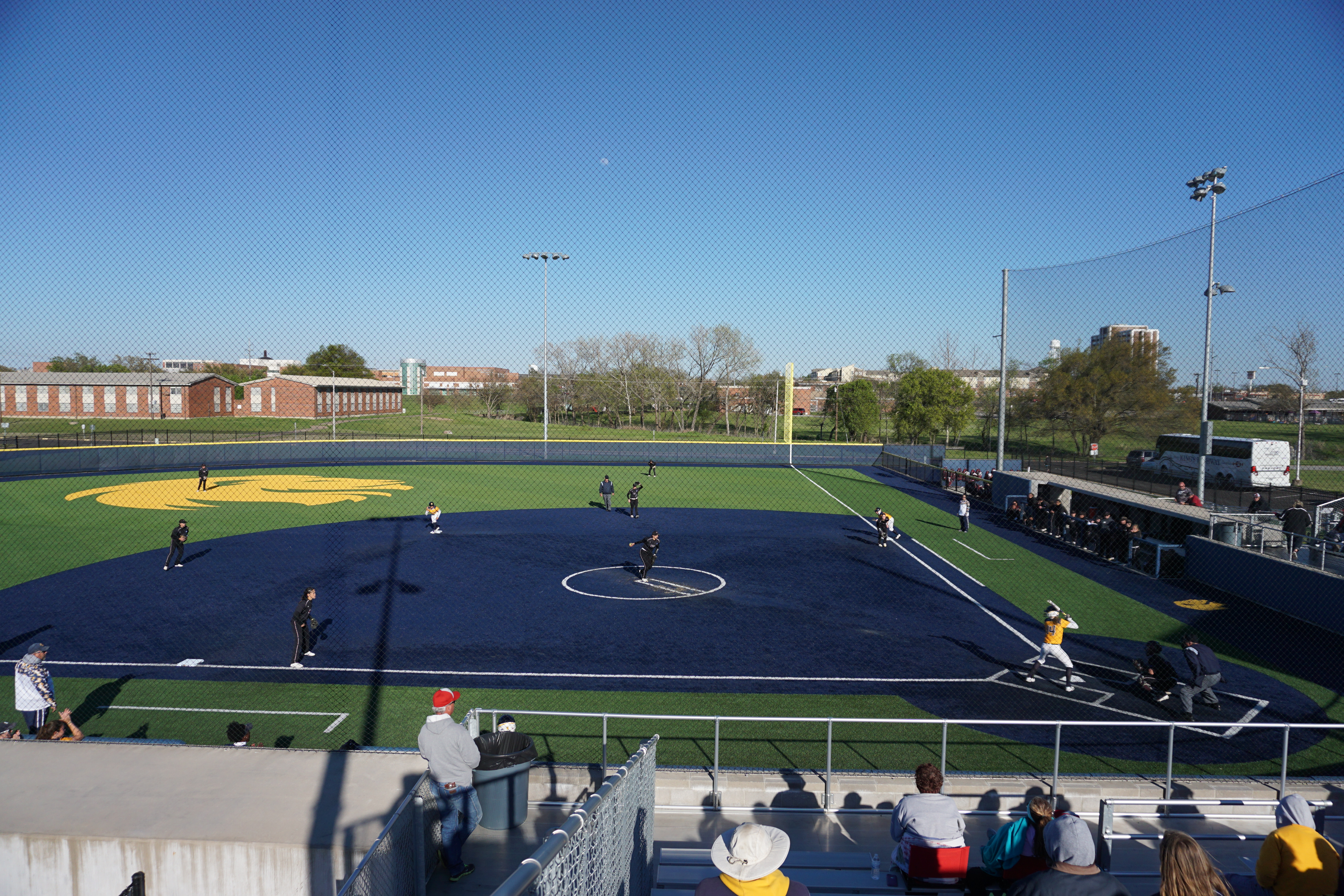
El equipo de softbol de las Lady Buffs ante Texas A&M–Commerce en 2016

| Masculino - Béisbol - Baloncesto - Cross Country - Fútbol Americano - Golf - Fútbol - Atletismo | Femenino - Baloncesto - Cross Country - Golf - Fútbol - Softbol - Atletismo - Voleibol |

## Fútbol Americano

### Palmarés
- Sun Bowl (2): 1949, 1962
- Citrus Bowl (1): 1957
- Pasadena Bowl (1): 1967
- Kanza Bowl (2): 2009, 2011
- NCAA DII Playoffs:
  - Semifinales: 2012

## Baloncesto

### Masculino
| Finalista                                   | 2021 |
| Final Four                                  | 2018, 2021                                                                                                 |
| Elite Eight                                 | 1998, 2018, 2019, 2021                                                                                     |
| Sweet Sixteen                               | 1998, 2017, 2018, 2019, 2021                                                                               |
| Segunda ronda                               | 1994, 1998, 2001, 2017, 2018, 2019, 2021                                                                   |
| Primera ronda                               | 1987, 1990, 1991, 1994, 1998, 1999, 2001, 2003 2006, 2007, 2008, 2011, 2012, 2017, 2018, 2019, 2020*, 2021 |
| Campeones Torneo LSC                        | 1990, 1991, 1994, 2018, 2019, 2020, 2021                                                                   |
| Temporada Regular LSC                       | 1991, 1994, 2001, 2003, 2006, 2018, 2019, 2020                                                             |
| Campeón LSC South Division                  | 1998, 1999, 2000, 2007, 2008                                                                               |
| Campeón Divisional LSC Division             | 2020 |
| Campeón Temporada Regular Border Conference | 1942, 1943, 1952, 1955                                                                                     |

- La temporada no se jugó por la pandemia de COVID-19, pero al ser campeones de conferencia clasificaron al torneo nacional.

### Femenino
| Finalista                     | 1988, 2014 |
| Final Four                    | 1988, 2014 |
| Elite Eight                   | 1987, 1988, 1989, 1990, 1991, 1992, 1997, 2009 2014, 2015, 2017                                                                                   |
| Sweet Sixteen                 | 1987, 1988, 1989, 1990, 1991, 1992, 1996, 1997 2009, 2014, 2015, 2016, 2017, 2018                                                                 |
| Segunda Ronda                 | 1987, 1988, 1989, 1990, 1991, 1992, 1995, 1996 1997, 1999, 2004, 2006, 2007, 2009, 2010, 2014 2015, 2016, 2017, 2018, 2019                        |
| Primera Ronda                 | 1987, 1988, 1989, 1990, 1991, 1992, 1995, 1996 1997, 1999, 2000, 2004, 2005, 2006, 2007, 2008 2009, 2010, 2012, 2014, 2015, 2016, 2017, 2018 2019 |
| Campeón Torneo LSC            | 1987, 1988, 1989, 1990, 1991, 1995, 1997, 2014 2015, 2018, 2019                                                                                   |
| Campeón Temporada Regular LSC | 1987, 1988, 1989, 1990, 1991, 1995, 1997, 2006 2008, 2009, 2010, 2014, 2015, 2016, 2018, 2019                                                     |
| Campeón LSC South Division    | 1999, 2004, 2006, 2007, 2008, 2009, 2010 |
| Campeón Divisional LSC        | 2020 |

## Voleibol
| Campeonato Nacional    | 1990, 1991, 1997 |
| Finalista              | 2009 |
| Final Four             | 1990, 1991, 1992, 1997, 1999, 2006, 2007, 2009 2013 |
| Elite Eight            | 1989, 1990, 1991, 1992, 1997, 1999, 2000, 2002 2006, 2007, 2009, 2012, 2013, 2021                                                                                   |
| Finales Regionales     | 1989, 1990, 1991, 1992, 1995, 1997, 1999, 2000 2002, 2006, 2009, 2012, 2013, 2017, 2021                                                                             |
| Semifinales Regionales | 1988. 1989, 1990, 1991, 1992, 1994, 1995, 1996 1997, 1998, 1999, 2000, 2001, 2002, 2006, 2008 2009, 2011, 2012, 2013, 2014, 2017, 2021                              |
| Apariciones en Playoff | 1988, 1989, 1990, 1991, 1992, 1994, 1995, 1996 1997, 1998, 1999, 2000, 2001, 2002, 2003, 2005 2006, 2007, 2008, 2009, 2010, 2011, 2012, 2013 2014, 2017, 2019, 2021 |
| Torneo LSC             | 2012, 2013, 2021 |
| Temporada Regular LSC  | 1988, 1989, 1990, 1995, 1996, 1997, 1999, 2000 2001, 2002, 2003, 2006, 2007, 2008, 2009, 2010 2011, 2013, 2014                                                      |
| LSC South              | 1997, 1998, 1999, 2000, 2001, 2002, 2003, 2006 |

## Cross Country
- Missouri Valley Conference Championship (2): 1977, 1979
- Lone Star Conference Championship (8): 2013, 2014, 2015, 2016, 2017, 2018, 2019, 2020

## Atletismo
- Campeonato Nacional Femenil (2): 2017, 2018

## Béisbol
| Participación Regional | 2014, 2015, 2016, 2017, 2018, 2019, 2021 |
| Campeón Torneo LSC     | 2016, 2017, 2019                         |
| Temporad Regular LSC   | 2014, 2018, 2021                         |

## Softbol
| Campeón Nacional              | 2014, 2021                                                            |
| College World Series          | 2014, 2016, 2021                                                      |
| Campeón Regional              | 2011, 2014, 2016, 2021                                                |
| Apariciones Regional          | 2010, 2011, 2013, 2014, 2015, 2016, 2017, 2018 2019, 2021             |
| Campeón Torneo LSC            | 2011, 2015, 2016, 2017, 2021                                          |
| Apariciones Torneo LSC        | 2009, 2010, 2011, 2012, 2013, 2014, 2015, 2016 2017, 2018, 2019, 2021 |
| Campeón Temporada Regular LSC | 2011, 2014, 2015, 2016                                                |
| Campeón LSC South Division    | 2010                                                                  |

## Alumnos Destacados
- Joe Fortenberry — campeón del torneo de baloncesto en los Juegos Olímpicos de Berlín 1936
- Maurice Cheeks - Salón de la Fama de la NBA como jugador y entrenador
- Mercury Morris - ex-running back en la NFL con los Miami Dolphins
- David Tameilau — jugador de la selección de rugby de los Estados Unidos
- Duane Thomas - ex-running back en la NFL con los Dallas Cowboys
- Tully Blanchard – miembro del WWE Hall of Fame como parte de The Four Horsemen
- Bobby Duncum Sr.
- Manny Fernandez
- Dory Funk Jr. – miembro del WWE Hall of Fame
- Terry Funk – hermano de Dory Jr. y miembro del WWE Hall of Fame; además de ser pionero del hardcore style
- Frank Goodish, más conocido como Bruiser Brody
- Stan Hansen – miembro del WWE Hall of Fame
- Virgil Runnels, conocido como Dusty Rhodes – miembro del WWE Hall of Fame (también jugó béisbol para West Texas State)
- Merced Solis, más conocido como Tito Santana – meimbro del WWE Hall of Fame